# Шалтинка
Шалтинка — река в России протекает по территории Абдулинского района Оренбургской области. Длина реки составляет 12 км, площадь водосборного бассейна 65,9 км².
Начинается в овраге Ахматтарла, течёт в северном направлении по открытой местности. Пересекает село Старые Шалты. Устье реки находится в 27 км по правому берегу реки Верхний Кандыз.
Ширина реки вблизи устья — 10 метров, глубина — 0,4 метра. Основной приток — овраг Шалтабуй — впадает справа.

## Данные водного реестра
По данным государственного водного реестра России относится к Камскому бассейновому округу, водохозяйственный участок реки — Ик от истока и до устья, речной подбассейн реки — бассейны притоков Камы до впадения Белой. Речной бассейн реки — Кама.
Код объекта в государственном водном реестре — 10010101312111100027933.